# Důl Michálka
Důl Michálka (Důl Johann (Jan) Nepomuk, důl Johann (Jan) Michaeli, důl Michaeli) byl černouhelný hlubinný důl v Polské (Slezské) Ostravě a patřil společnosti Kamenouhelné doly a koksovna Jana Wilczka ve Slezské Ostravě.

## Historie

### Kutací práce
V roce 1841 byla na území Polské (Slezské) Ostravy založená vrchnostenská kutací jáma Johann (Jan) Nepomuk, která navazovala na Jakloveckou dědičnou štolu. Jáma se nacházela východně od křižovatky ulic Michalské a Příjezdní a asi 650 m na jihozápad od nadjezdu silnice Michálkovická přes báňskou dráhu v katastru Slezské Ostravy. Jámu založil Stanislav hrabě Wilczek (1792–1847), kterému, na základě nálezu uhelné sloje Májová v porubských vrstvách v roce 1842, byla udělena důlní míra s názvem Johann. Prohloubením jámy na hloubku 40 m se dostala v roce 1847 na úroveň Jaklovecké dědičné štoly, na kterou byla napojena. Jméno získala po prvorozeném synovi Johannu Nepomukovi Maria Josephu hraběti Wilczkovi (1837–1922).

### Důl Jan

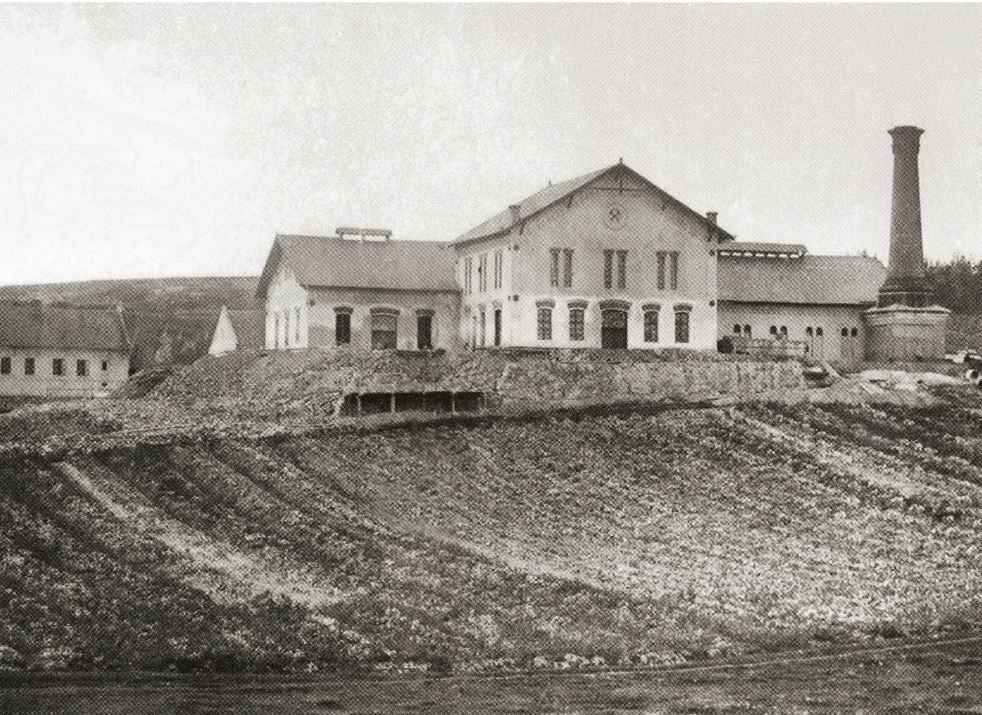
Důl Jan

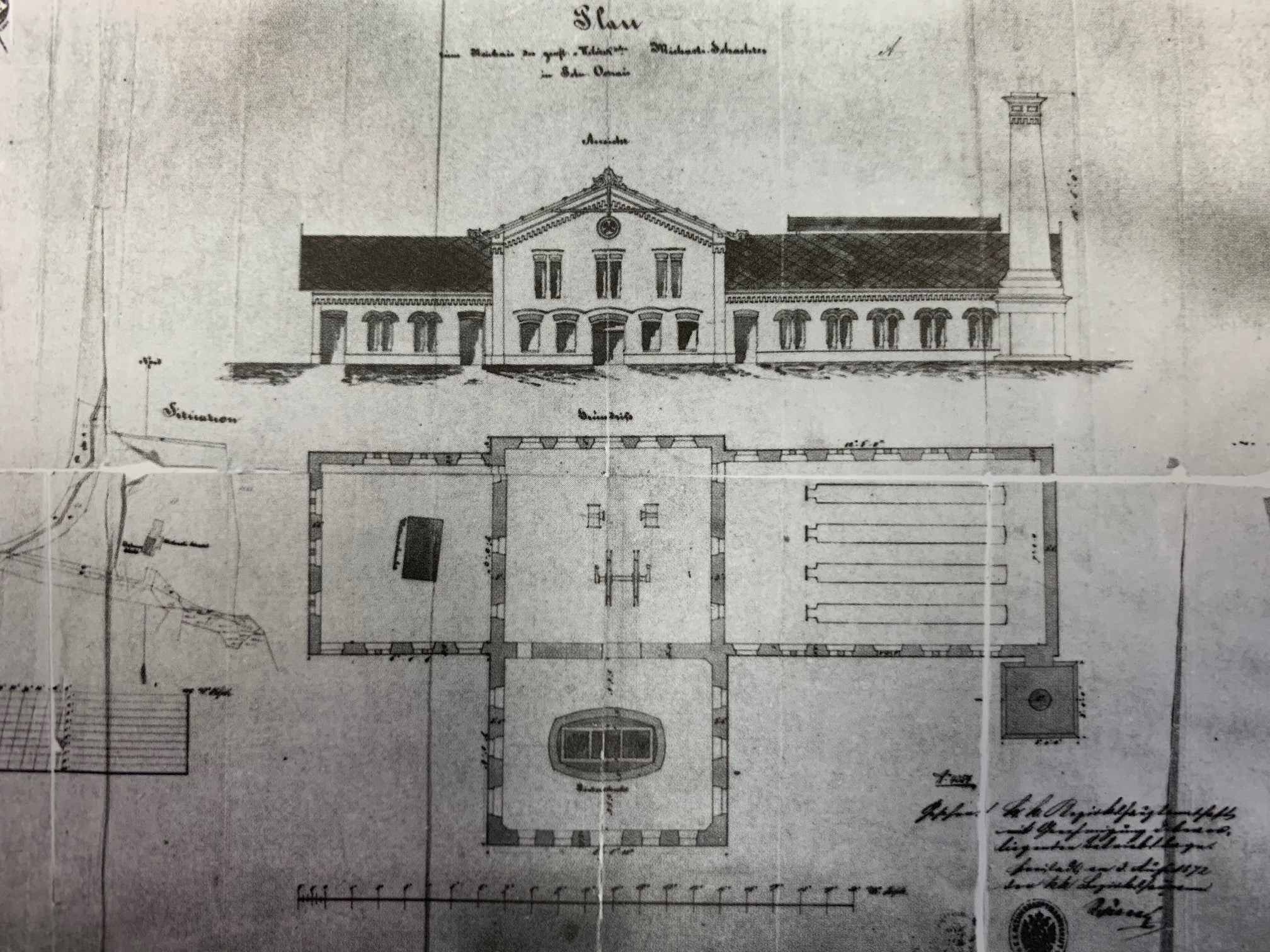
Důl Jan výkres

Mělká rumpálová jáma byla v roce 1855 rekonstruována z kutací jámy na víceúčelový mělký důl. Pro zvýšení těžby byl v květnu 1855 instalován malý parní stroj o výkonu 8 HP, který byl ze strojírny Gilain z Belgie. V kotelně byly k výrobě páry instalovány dva parní kotle. Po výstavbě nové těžní jámy byla jáma Johann přestavěna na jámu větrní.

### Důl Michálka

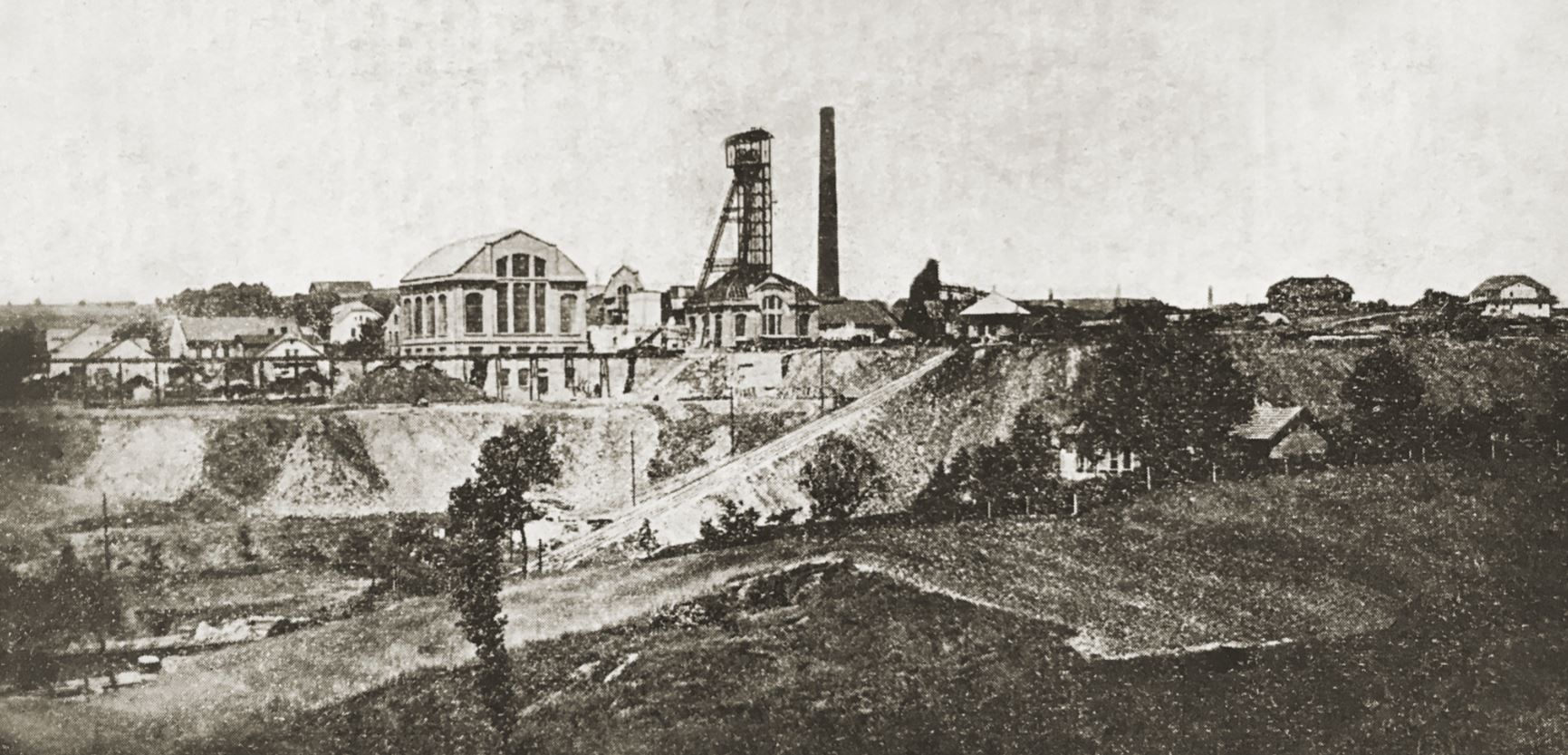
Michálka pohled na sýpy

V roce 1871 Johann Nepomuk Maria Joseph hrabě Wilczek (1837–1922) zahájil přestavbu mělkého dolu Jan na hlubinný důl. V bezprostřední blízkosti dosavadní jámy (ve vzdálenosti 25 m) byla 1. června 1871 zaražena nová těžní jáma s názvem Michaeli. Důl nesl název Johann (Jan) Michaeli, později jen Michaeli. V lidovém podání to byla Michálka, tento název akceptovala odborná veřejnost i úřady. V letech 1885–1890 proběhla rekonstrukce dolu. V letech 1901–1913 proběhla další rekonstrukce a modernizace dolu. Následná modernizace zahájena v roce 1914 byla přerušena v důsledku vypuknutí 1. sv. války a pokračovala v roce 1915 a byla ukončena v roce 1922. V roce 1933 bylo k Dolu Michálka připojeno důlní pole dolu Zwierzina II – Josef. V roce 1945 byl důl znárodněn a od 1. ledna 1946 začleněn do národního podniku Ostravsko-karvinské doly, Ostrava jako důlní závod. Dne 1. ledna 1954 byl důl Michálka organizačně připojen k dolu Petr Cingr v Michálkovicích. Dne 1. dubna 1965 byl provoz na dole Michálka zastaven. Obě jámy byly zlikvidovány zásypem v roce 1976. Těžní věž a jámová budova demolovány, ostatní povrchové objekty a areálu byly předány Bytostavu, s. p., Ostrava.

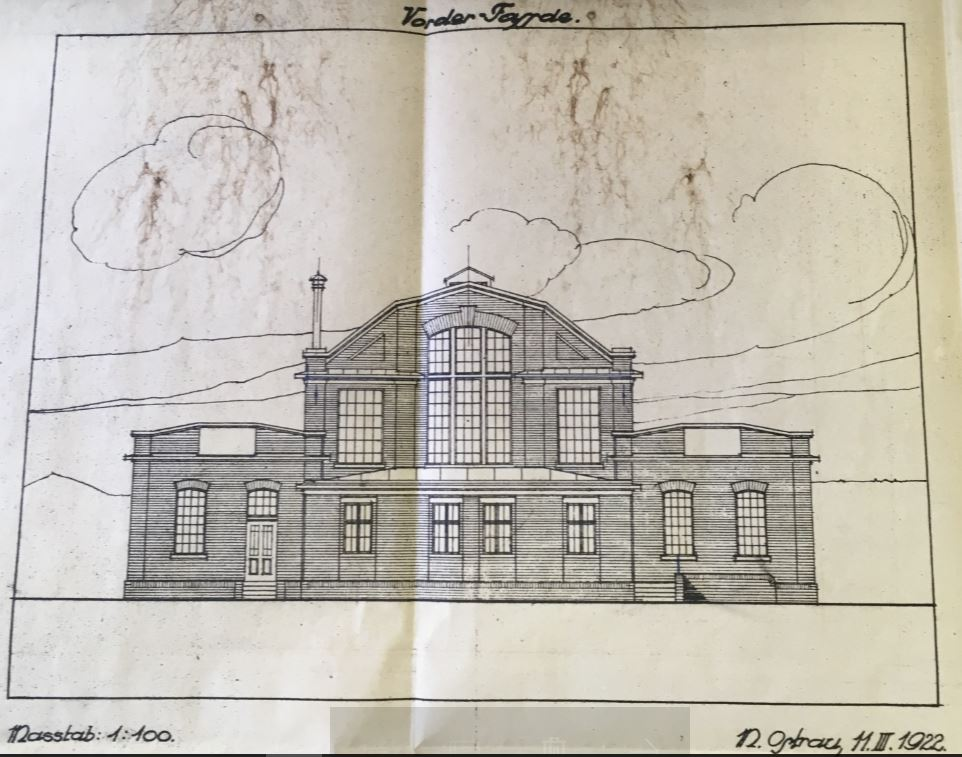
plán koupelny Michálka 1922

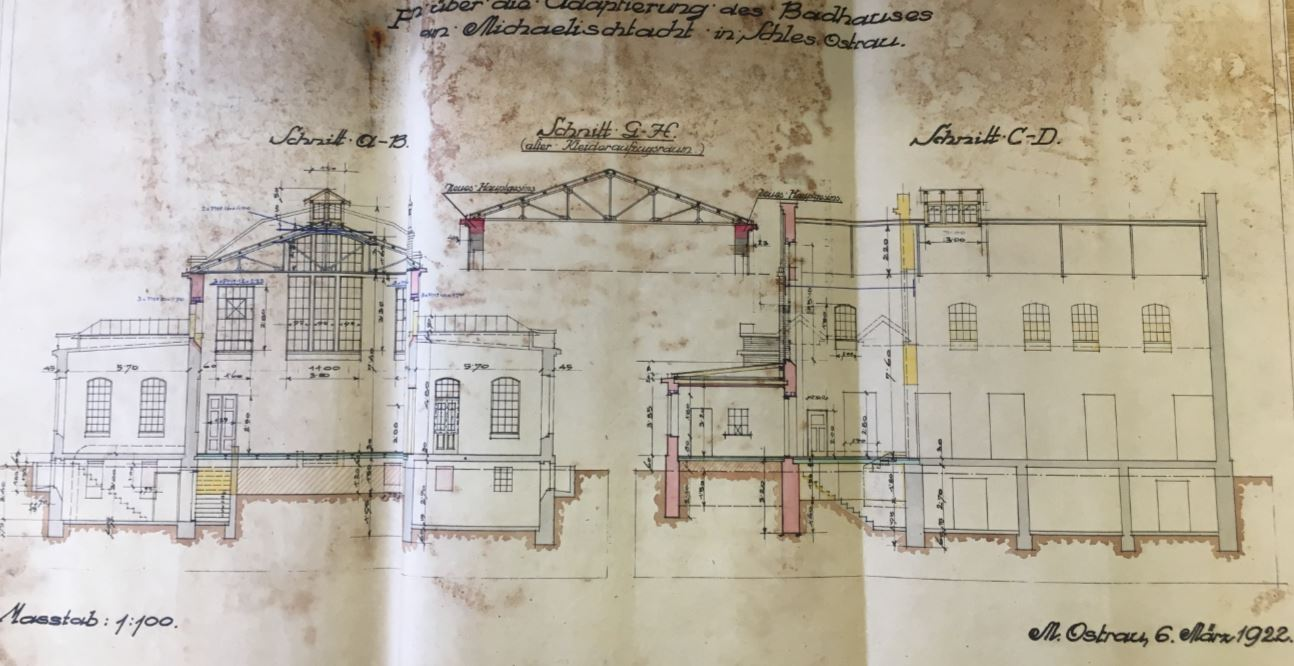
Plán koupelen na Michálce

Dne 24. května 1995 byly objekty strojovny, kompresorovny a budova koupelny a šatny prohlášeny kulturní památkou ČR.

### Strojní a technické zařízení
V roce 1871 byla postavena nad oběma jámami jámová budova (zároveň sloužila jako zděná těžní věž) a strojovna, v roce 1872 byla postavena kotelna a komín. V roce 1874 byl zprovozněn parní těžní stroj se šoupátkovým rozvodem, parní stroj byl vyroben ve Strojírnách knížete Salma v Blansku a v roce 1873 byl vystavován na vídeňské světové výstavě. V roce 1899 byla postavena na těžní jámě vzpěrová těžní věž vysoká 24 m. V následujícím roce 1900 byl uveden do provozu nový parní těžní stroj s rozvodem Radovanovic s výkonem 400 HP.
V roce 1913 byl elektrickým kabelem napojen důl Michálka na elektrickou centrálu Svaté Trojice a tím začala éra elektrifikace dolu. V roce 1914 byla zahájena stavba základů pro nový elektrický těžní stroj. Práce byly přerušeny v důsledku vypuknutí války. V roce 1915 byl instalován elektrický těžní stroj v nově postavené strojovně.
Těžní stroj, mechanickou část, dodala firma První brněnská strojírna z Brna, elektrickou část dodala firma Siemens-Schuckert, Vídeň. Stejnosměrný motor měl výkon 680 HP (855 kW). Lanové bubny měly průměr 4500 mm, šířku 1450 mm, lano o průměru 40,5 mm, těžní klec byla dvou etážová pro 2 vozíky vedle sebe na etáž nebo 12 osob v etáži. Rychlost jízdy mužstva 6 m/s nebo 15 m/s při těžbě. Nová vzpěrová těžní věž byla 33 m vysoká (od ohlubně po střed osy lanovnic), postavena firmou Vítkovické železárny. Lanovnice měly v průměru 5 000 mm. Těžní stroj byl uveden do provozu v roce 1917.

#### Kotelna
V roce 1871 byly v kotelně instalovány 4 plamencové kolte. V roce 1928 byl v kotelně jeden kotel typu Cornwall, který sloužil pro otop v zimě.

#### Kompresory

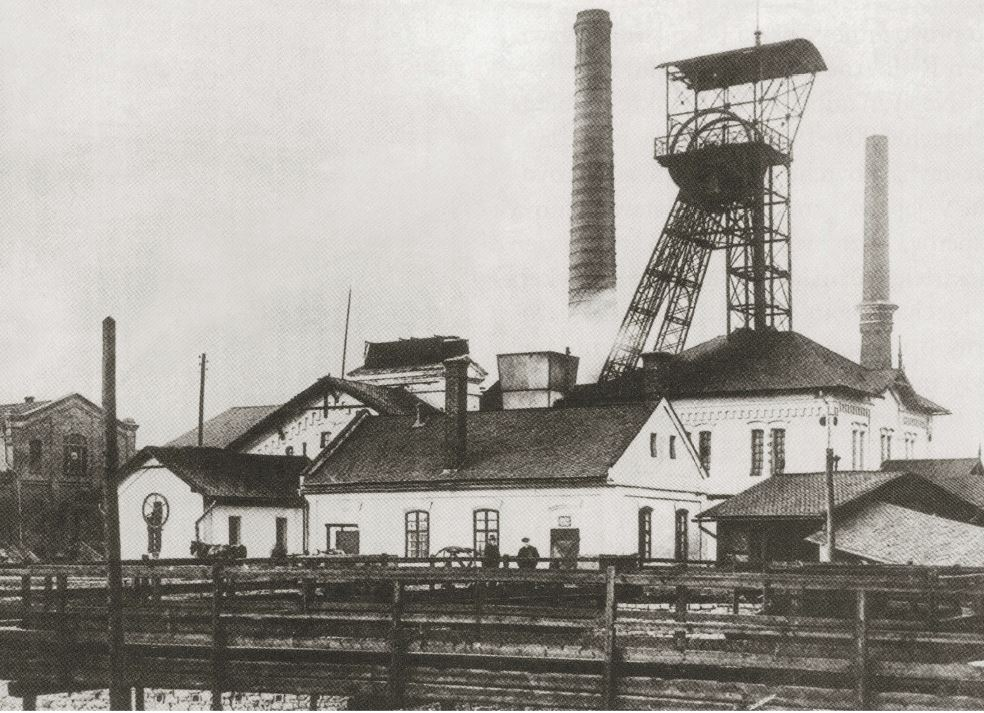
Michálka těžní věž

V roce 1902 byl dán do provozu kompresor typu Kostner poháněný motorem s výkonem 200 HP.
V průběhu let 1917–1918 byla postavena další strojovna pro kompresory a ventilátory. Výrobu stlačeného vzduchu zabezpečovaly tři pístové kompresory. První kompresor Škoda Plzeň s výkonem 5000 m³/hod. nasátého vzduchu, průměr válců 800 mm a 500 mm, zdvih 800 mm, výkon elektrického motoru firmy AEG-Union, Vídeň, byl 610 HP, instalován v roce 1916. Druhý kompresor od První brněnské strojírny, s výkonem 3600 m³/hod. nasátého vzduchu, průměr válců 720 mm a 450 mm, zdvih 600 mm, výkon elektrického motoru 410 HP Siemens-Schuckert, Vídeň, instalován v roce 1922. Třetí kompresor DEMAG, Duisburgs výkonem 1440 m³/hod. nasátého vzduchu, průměr válců 700 mm a 560 mm, zdvih 450 mm, výkon elektrického motoru 150 HP AEG-Union, Vídeň, instalován v roce 1920.

### Větrání
Na větrní jámě Jan 22. listopadu 1885 byl uveden do provozu ventilátor soustavy Rittinger a v roce 1893 doplněn o další ventilátor soustavy Guibal. V roce 1913 jáma dosáhla konečné hloubky 382,2 m. V roce 1917 byly instalovány dva elektrické ventilátory soustavy Škoda-Reteau se sacím výkonem 1800–2000 m³/min., dodané firmou Spojené strojírny a.s., Smíchov s elektrickými motory firmy AEG-Union, Vídeň.

#### Větrní jáma Eliška
Jáma Eliška (Elizabeth) byla vyhloubena ve východní části dobývacího pole (severně od údolí Kameňák) jako diagonální větrací jáma o průřezu 9,5 m² a byla mimo dobývací pole dolu Michálka. Sloužila pro větrání dolů Emma Lucia a později i dolu Michálka. V hloubce 174 m byla instalována roštová větrní pec, která ohřívala proud vzduchu na 40 °C, denně spotřebovala 0,5 – 0,8 t uhlí a dosahovala výkon větrů 680–800 m³/min. Byla to poslední větrní pec v OKR, po roce 1889 již takový způsob větrání byl plně nahrazen ventilátory. Na jámě Eliška byl v roce 1884 instalován ventilátor soustavy Rittinger pro zesílení větrání, v roce 1896 ventilátor Guibal, který byl poháněn parním strojem o výkonu 58 HP. Ventilátor z roku 1884 byl ponechán v rezervě. Samotná větrní pec byla zastavena v roce 1889. Jáma Eliška byla zrušena pravděpodobně v roce 1899.

### Čerpání důlní vody
Na jámě Jan byla v roce 1871 instalován vodotěžný stroj. Jáma Lucia byla od května 1872 centrální vodní jámou i pro doly Michaeli a Svatá Trojice. V roce 1928 čerpání důlních vod převzala jáma Michálka. V roce 1928 čerpalo vodu z devátého patra v hloubce 383 m na povrch elektrické odstředivé dvanáctistupňové čerpadlo firmy Škoda Plzeň z roku 1915 s výkonem 1370 l/min. a náhradní elektrické odstředivé osmistupňové čerpadlo Strojírny Andritz z roku1928 s výkonem 820 l/min. Z druhého patra (130,1 m) čerpalo důlní vodu na povrch pomocné elektrické odstředivé osmistupňové čerpadlo Tatzel, Opava z roku 1924, s výkonem 450 l/min. a z dvanáctého patra (509,3 m) na deváté patro elektrické odstředivé pětistupňové čerpadlo firmy Královopolských strojíren Brno z roku 1913 s výkonem 465 l/min., dále v dole bylo 5 pomocných vzduchových čerpadel.

### Těžba
Dobývány byly sloje jakloveckých a porubských vrstev ostravského souvrství. Dobývání bylo prováděno piliřováním a směrným stěnováním se základkou, sloje měly mocnost 40 až 320 cm. Hloubka dolu byla 730 m. Těžba uhlí probíhala v letech 1841–1964.
Po roce 1910 důlní pole dolu Emma pod bezeslojnou partií mořských horizontů Enny bylo rozděleno mezi doly Michálka a Svatá Trojice. V letech 1910–1913 byl tento úsek profáran do hloubky 727,4 m, ale k těžbě svrchních hrušovských vrstev nedošlo. Teprve po druhé světové válce byly vrchní části slojí svrchních hrušovských vrstev dobývány dolem Petr Cingr. V roce 1964 byl do jámy Michálka v 18. patře proražen spojovací těžebný překop z dolu Petr Cingr. Tento překop zabezpečoval dopravu posledního vytěženého uhlí ze zbytkového porubu jakloveckých slojí na důl Petr Cingr. Uhlí bylo vytěženo v roce 1966, ale už ze strany dolu Petr Cingr.
Těžba uhlí dle 
| rok       | 1895     | 1898      | 1900    | 1913    | 1916    | 1934   | 1946    |
| těžba [t] | 96 329,9 | 15 9461,5 | 130 475 | 121 360 | 163 400 | 91 900 | 101 200 |

### Doprava

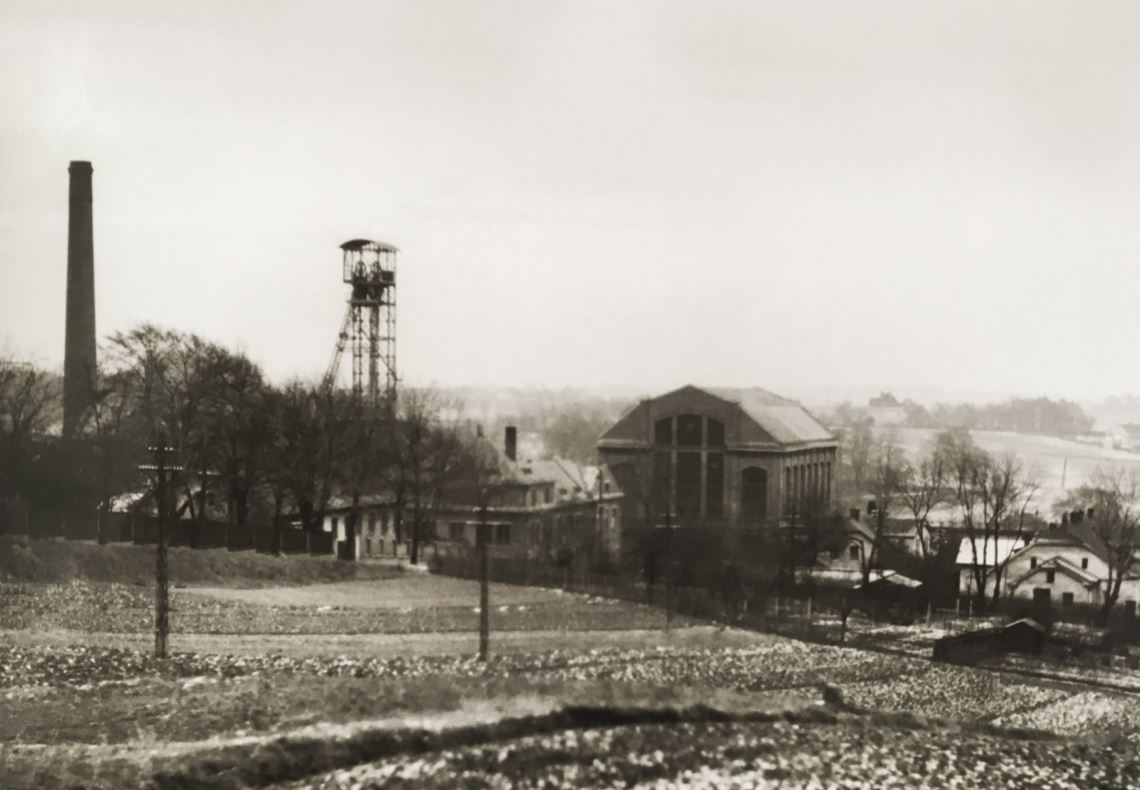
Michálka západní pohled

K dolu Michálka byla postavena odbočka v km 5,620 od báňské dráhy a v km 6,65–6,85 vybudována stanice Michálka uvedená do provozu v roce 1880. V letech 1900–1901 bylo nákladní nádraží rozšířeno. V roce 1913 byl důl Michálka spojen visutou lanovou dráhou přes důl Emma s koksovnou Svatá Trojice. Po připojení na lanovou dráhu bylo nádraží přestavěno a sloužilo k dovozu materiálu. Lanová dráha sloužila k přepravě uhlí. Její nosné lano měřilo 2800 m, přepravní kapacita byla až 1000 t uhlí za hodinu, rychlost 1,5 m/s.

### Údaje o dolu Michálka
dle
| Název                  | Druh jámy      | Založení | Hloubka jámy [m] | Těžba       | Vytěženo    | Likvidace | Dobývací pole [ha] | Poznámka            |
| ---------------------- | -------------- | -------- | ---------------- | ----------- | ----------- | --------- | ------------------ | ------------------- |
| Johann / Jan (Nepomuk) | kutací, větrní | 1841     | 352              | 1841 – 1874 | 13 mil. tun | 1976      | 56,6               | 3 jámy, 13 pater    |
| Michaeli / Michálka    | těžní, vtažná  | 1871     | 727              | 1874 – 1964 | 13 mil. tun | 1976      | 56,6               | 3 jámy, 13 pater    |
| Elizabeth / Eliška     | větrní         | 1863     | 275,0            |             |             | 1899      | 56,6               | poslední větrní pec |

### Ostatní

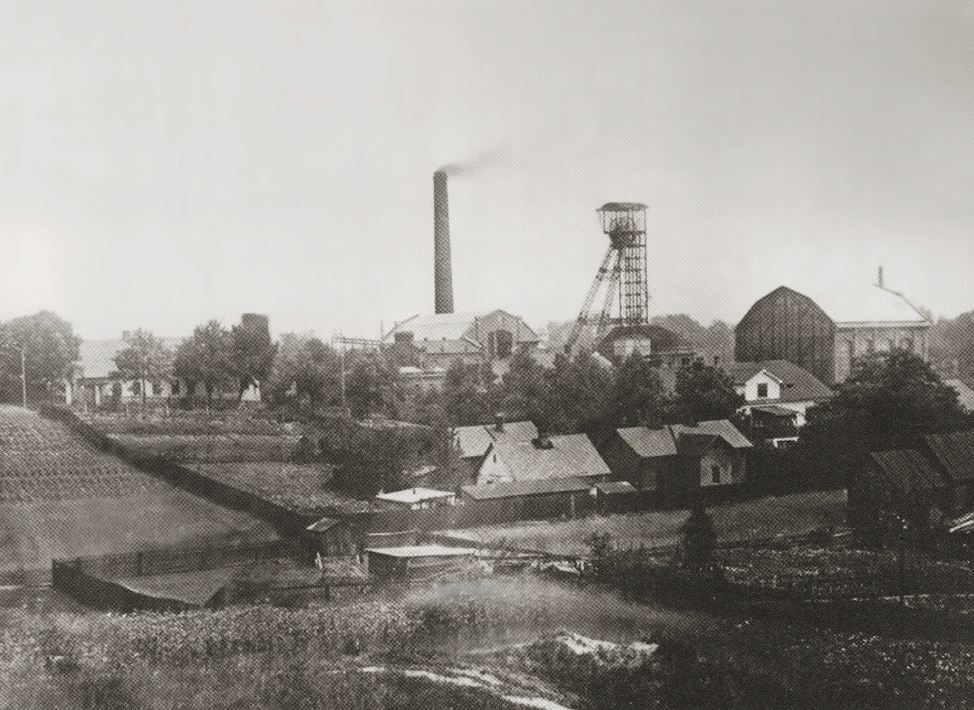
Michálka jižní pohled

U parního těžního stroje z roku 1900 bylo možné rozpojit lanové bubny. Je to první těžní stroj u kterého bylo možné ponechat jeden buben volný (mimo provoz) a druhý ponechat v činnosti. Tímto způsobem bylo možné nastavovat potřebnou délku lan pro těžení z jiných parter, provádět měření a kontroly jámy přímo ze střechy klece.
V roce 1900 bylo instalováno dynamo na 120 V, pohon zabezpečovala hřídel ventilátoru.
V roce 1905 byla postavena budova koupelny. V roce 1909 byla postavena budova cechovny. Při přestavbě v letech 1914–1918 byly koupelny rozšířeny a cechovna přestavěna na lampovnu pro 1000 elektrických lamp.

### Důlní neštěstí v roce 1950
Ve středu 4. října 1950 pracovalo v odpolední směně v 6. a 11. patře celkem 143 horníků. Po 15:00 se vydal brigádník Teodor Borinský (48) ze svého pracoviště na 11. patře na blízkou stařinu, aby si zde, i přes přísný zákaz, zakouřil. Toto místo používal kvůli dobrému odtahu kouře do nepřístupných stařin sousedního dolu Michal, aby tak zamezil svému odhalení. Přestože byl důl Michálka považován za tzv. neplynující, tato stařina byla tou dobou zaplněna metanem. Jakmile v 15:15 škrtl Borinský zápalkou, došlo k explozi, která zdemolovala většinu 11. patra. Vzniklý oxid uhelnatý se začal šířit šachtami i do 6. patra. Někteří horníci se pokusili zabránit zamoření vytvořením přetlakové komory tak, že přesekali hadice se vzduchem vedoucí do sbíječek. Jeden z pracovníků však v jiné části dolu přívod vzduchu zastavil. Neštěstí si vyžádalo celkem 36 životů. 4 lidé byli zraněni.

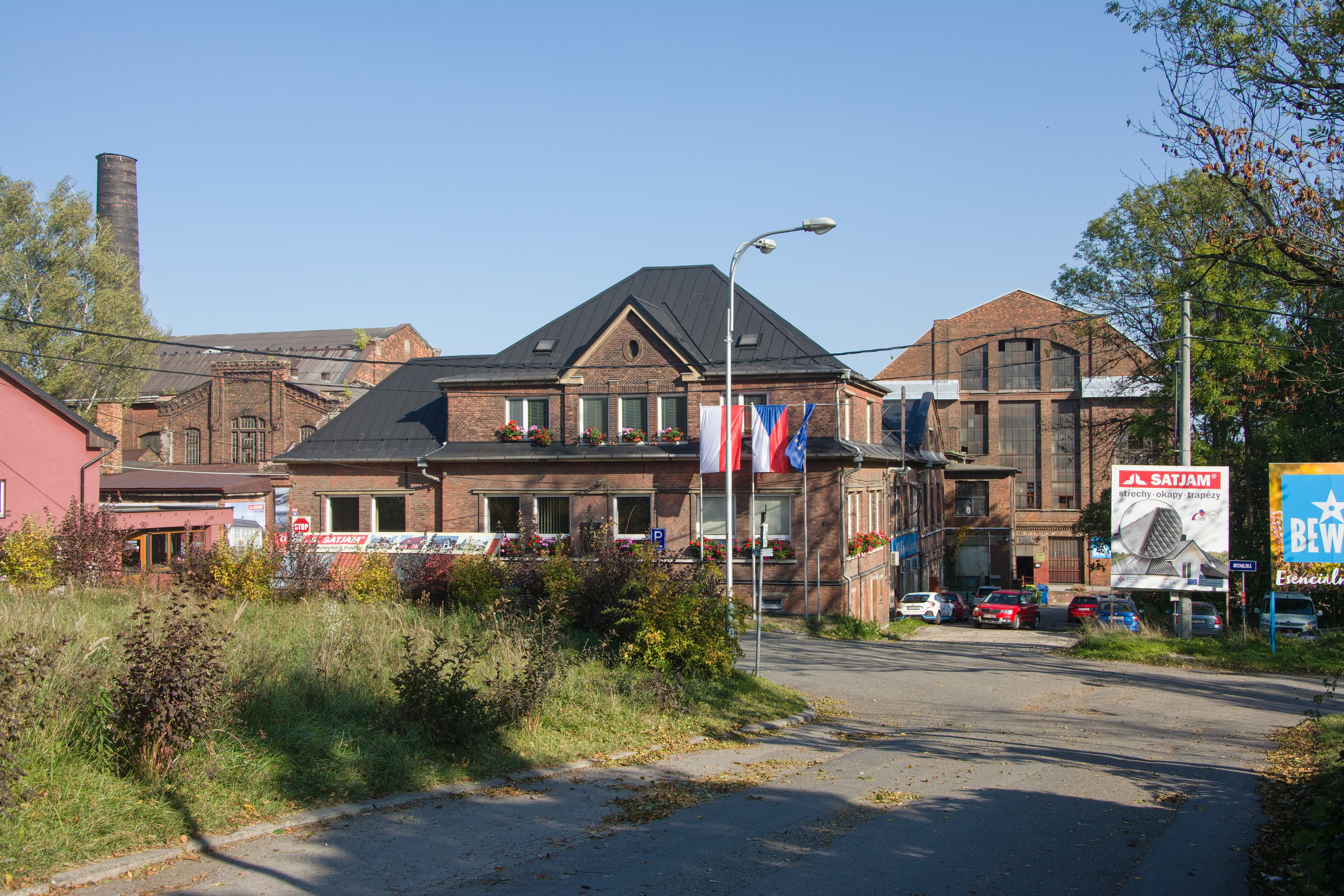
Areál dolu v roce 2021

### Ubytování
V blízkosti dolu Michálka byla postavena pro havíře kolonie Na Michálce, lidově Michálka (původně Michalská osada, německy Michaelisiedlung, Michaeligasse). Mezi nejstarší domy patřil dozorecký dům na křižovatce ulic Michalské a Příjezdní z roku 1860 – zbourán v roce 1996. Výstavba kolonie se datuje do roku 1880 s hlavními etapami výstavby v letech 1900–1905. V roce 1929 stálo v kolonii Michálka 31 domů. Vlivem důlní činnosti nebo špatných hygienických podmínek byla většina z nich určena k demolici. V roce 2012 stálo v místě kolonie 9 domů.

### Současnost
V roce 1999 byl areál bývalého dolu Michálka zakoupen společností SATJAM, s. r. o. výrobcem lehkých kovových střešních krytin. V roce 2008 byl zpracován projekt Brownfield Michálka a v roce 2011 byla zahájená výstavba nové výrobní haly v rámci tohoto projektu. V roce 2012 byla zahájena výroba v nové výrobní hale a celý areál byl znovu oživen pro účely výroby střešních krytin.